# Eleanor Jane Milner-Gulland
Dame Eleanor Jane Milner-Gulland DBE (* 3. Juni 1967)  ist eine britische Biologin und seit November 2015 Professorin für Biodiversität an der Universität Oxford.

## Leben und Wirken
Eleanor Jane Milner-Gulland studierte von 1985 bis 1988 allgemeine and angewandte Biologie am New College der Universität Oxford. Sie schloss mit einer Arbeit mit dem Titel The exploitation of certain large mammals for trade: Implications for management bei John Rex Beddington ab. Ihre Forschung beschäftigt sich mit den ökologischen und sozialen Faktoren des Naturschutzes. Milner-Gulland arbeitet in den Gebieten der ehemaligen Sowjetunion u. a. zur Saiga-Antilope.
2023 wurde sie in Anerkennung ihrer Verdienste um im internationalen Naturschutz als Dame Commander des Order of the British Empire (DBE) geadelt.

## Publikationen (Auswahl)
- mit Emily Nicholson, Georgina Mace, Paul R. Armsworth, Giles Atkinson, Simon Buckle, Tom Clements, Robert M. Ewers, John E. Fa, Toby A. Gardner, James Gibbons, Richard Grenyer, Robert Metcalfe, Susana Mourato,  Mirabelle Muûls, Dan Osborn, Daniel C. Reuman, Charlene Watson: Priority research areas for ecosystem services in a changing world. In: Journal of Applied Ecology. Bd. 46, Nr. 6, 2009, S. 1139–1144, doi:10.1111/j.1365-2664.2009.01716.x.
- mit W. J. Sutherland, W. M. Adams, R. B. Aronson, R. Aveling, T. M. Blackburn, S. Broad, G. Ceballos, I. M. Côté, R. M. Cowling, G. A. B. Da Fonseca, E. Dinerstein, P. J. Ferraro, E. Fleishman, C. Gasconi, M. Hunter Jr., J. Hutton, P. Kareiva, A. Kuria, D. W. MacDonald, K. MacKinnon, F. J. Madgwick, M. B. Mascia, J. McNeely, S. Moon, C. G. Morley, S. Nelson, D. Osborn, M. Pai, E. C. M. Parson, L. S. Peck, H. Possingham, S. V. Prioa, A. S. Pullin, M. R. W. Rands, J. Ranganathan, K. H. Redford, J. P. Rodriguez, F. Seymour, J. Sobel, N. S. Sodhi, A. Stott, K. Vance-Borland, A. R. Watkinson: One Hundred Questions of Importance to the Conservation of Global Biological Diversity. In: Conservation Biology. Bd. 23, Nr. 3, 2009, S. 557–567, doi:10.1111/j.1523-1739.2009.01212.x.
- mit N. F. Kümpel, J. M. Rowcliffe, G. Cowlishaw: Trapper profiles and strategies: insights into sustainability from hunter behaviour. In: Animal Conservation. Bd. 12, Nr. 6, 2009, S. 531–539, doi:10.1111/j.1469-1795.2009.00279.x.
- mit Aline Kühl, Natasha Balinova, Elena Bykova, Yuri N. Arylov, Alexander Esipov, Anna A. Lushchekina: The role of saiga poaching in rural communities: Linkages between attitudes, socioeconomic circumstances and behaviour. In: Biological Conservation. Bd. 142, Nr. 7, 2009, S. 1442–1449, doi:10.1016/j.biocon.2009.02.009.